# (2844) Hess
(2844) Hess (1981 JP; 1952 UY; 1968 MA; 1975 VZ1; 1978 NS1) ist ein ungefähr 14 Kilometer großer Asteroid des mittleren Hauptgürtels, der am 3. Mai 1981 vom US-amerikanischen Astronomen Edward L. G. Bowell am Lowell-Observatorium, Anderson Mesa Station (Anderson Mesa) in der Nähe von Flagstaff, Arizona (IAU-Code 688) entdeckt wurde.

## Benennung
(2844) Hess wurde nach Frederick Hess benannt, der Professor für Naturwissenschaften an der State University of New York und Dozent des Hayden Planetariums im American Museum of Natural History in New York City war.